# Саможондкі-Кольонія
Саможондкі-Кольонія (пол. Samorządki-Kolonia) — село в Польщі, у гміні Ґужно Ґарволінського повіту Мазовецького воєводства.
Населення — 313 осіб (2011).
У 1975-1998 роках село належало до Седлецького воєводства.

## Демографія
Демографічна структура станом на 31 березня 2011 року:
|          | Загалом | Допрацездатний вік | Працездатний вік | Постпрацездатний вік |
| -------- | ------- | ------------------ | ---------------- | -------------------- |
| Чоловіки | 152     | 43                 | 94               | 15                   |
| Жінки    | 161     | 31                 | 92               | 38                   |
| Разом    | 313     | 74                 | 186              | 53                   |